# برج تریبون
برج تریبون یک برج واقع در ایالات متحده آمریکا می‌باشد. ساخت و ساز این ساختمان ۱۹۲۳ شروع شد و ۱۹۲۵ به پایان رسید. برج تریبون دارای ۳۶ طبقه است. سبک معماری این برج سبک گوتیک متجدد (Gothic Revival) است.